# Семінол (округ, Джорджія)
Шаблон:StateAbbr_ 30°56′ пн. ш. 84°52′ зх. д. / 30.93° пн. ш. 84.87° зх. д.
Округ  Семінол (англ. Seminole County) — округ (графство) у штаті  Джорджія, США. Ідентифікатор округу 13253.

## Історія
Округ утворений 1920 року.

## Демографія
За даними перепису 
2000 року 
загальне населення округу становило 9369 осіб, зокрема міського населення було 2617, а сільського — 6752.
Серед мешканців округу чоловіків було 4464, а жінок — 4905. В окрузі було 3573 домогосподарства, 2597 родин, які мешкали в 4742 будинках.
Середній розмір родини становив 3,01.
Віковий розподіл населення поданий у таблиці:
| Стать    | До 15 років | 15-21 | 22-29 | 30-39 | 40-49 | 50-65 | 65-85 | Понад 85 |
| -------- | ----------- | ----- | ----- | ----- | ----- | ----- | ----- | -------- |
| Чоловіки | 1032        | 469   | 423   | 575   | 623   | 757   | 545   | 40       |
| Жінки    | 989         | 443   | 464   | 629   | 659   | 829   | 776   | 116      |

## Суміжні округи
- Ерлі — північ
- Міллер — північний схід
- Декатур — схід
- Джексон, Флорида — південний захід
- Г'юстон, Алабама — північний захід

## Виноски
1. ↑  U.S. Decennial Census. United States Census Bureau. Процитовано 26 червня 2014.
2. ↑  Historical Census Browser. University of Virginia Library. Архів оригіналу за 30 травня 2019. Процитовано 26 червня 2014.
3. ↑  Population of Counties by Decennial Census: 1900 to 1990. United States Census Bureau. Процитовано 26 червня 2014.
4. ↑  Census 2000 PHC-T-4. Ranking Tables for Counties: 1990 and 2000 (PDF). United States Census Bureau. Процитовано 26 червня 2014.
5. ↑  State & County QuickFacts. United States Census Bureau. Архів оригіналу за 7 червня 2011. Процитовано 26 червня 2014. [Архівовано 2011-06-07 у Wayback Machine.](англ.) Наведено за англійською вікіпедією.
6. ↑  American FactFinder. Бюро перепису населення США. Архів оригіналу за 26 лютого 2012. Процитовано 31 січня 2008. [Архівовано 2008-05-21 у Wayback Machine.]

| США | Це незавершена стаття з географії США. Ви можете допомогти проєкту, виправивши або дописавши її. |